# Кароль Партош
Кароль Партош (нар. 10 серпня 1936 - 2015) – швейцарський шахіст румунського походження, міжнародний майстер від 1975 року.

## Шахова кар'єра
Від середини 1960-х до середини 1970-х років належав до числа провідних румунських шахістів. Тричі вигравав медалі чемпіонату країни: золоту (1972), срібну (1966) і бронзову (1965). У 1958 і 1965 роках у складі національної збірної взяв участь у командному чемпіонаті світу серед студентів. У 1972 і 1974 роках двічі представляв Румунію на шахових олімпіадах, а після зміни громадянства в середині 70-х років – також двічі Швейцарію (1982, 1986).
Досягнув кількох успіхів на міжнародних турнірах, зокрема: поділив 3-тє місце в Бухаресті (1975, позаду Віктора Чокилті і Райнера Кнаака, разом з Анатолієм Лутіковим і Володьою Васманом), посів 1-ше місце в Білі (1978, турнір за швейцарською системою), а також поділив 3-тє місце в цьому місті (1979, головний турнір, позаду Віктора Корчного і Гайнца Віртензона, разом з Вольфгангом Унцікером і Драгутином Шаховичем). 2006 року досягнув один з найкращих особистих результатів (8 очок у 9 партіях) під час командного чемпіонату Швейцарії.
Найвищий рейтинг Ело в кар'єрі мав станом на 1 липня 1972 року, досягнувши 2425 очок займав тоді 5-те місце серед румунських шахістів.